# 군국기무처

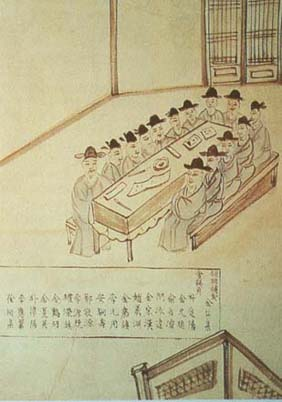
군국기무처

군국기무처(軍國機務處)는 1894년 1차 갑오개혁 때 만들어진 관청이다.

## 내용
1894년에 제1차 동학농민전쟁을 통하여 전주화약을 맺은 조선정부는 교정청을 설치하여 자주 개혁을 하려고 했으나,  일본 제국이 경복궁 쿠데타로 교정청을 혁파하여 조선의 노력은 실패하였다. 이후 일본의 영향으로 만든 관청이 군국기무처이다. 군국기무처를 중심으로 조선은 제1차 갑오개혁을 추진하게 된다.
군국기무처는 초정부적인 회의기구이자 일종의 평의회로서 행정권과 입법권을 동시에 가지고 국정 전반을 심의 의결하는 기구였다. 논의 안건은 다수결의 원리에 따라 표결하였다. 김홍집, 박정양, 김윤식, 유길준 등 17명이 위원으로 참여하였다. 군국기무처가 심의, 통과시킨 의안은 국왕의 재가를 거쳐 국법으로 시행하였다. 군국기무처는 5개월 동안 200여 건의 중요 개혁안을 처리하였다.
10월 이후 일본의 대한정책이 적극 개입정책으로 바뀌면서 일본 정부가 새로 임명한 주한공사 이노우에(井上馨)는 군국기무처를 자기가 추진하고자 하는 개혁운동의 방해물로 간주하고, 11월 20일 국왕에게 요구한 20개조의 개혁 요구 조건에 군국기무처의 폐지를 포함시켰다. 고종도 전제왕권을 제약한 군국기무처의 존재를 탐탁하지 않게 여기고 있던 터였으므로, 12월 17일 칙령으로 이를 폐지함과 동시에 제2차 갑오개혁이 시작되었다.

## 같이 보기
- 교정청
- 통리기무아문
- 갑오개혁
- 일본 제국